# Tomasz Jodełka-Burzecki

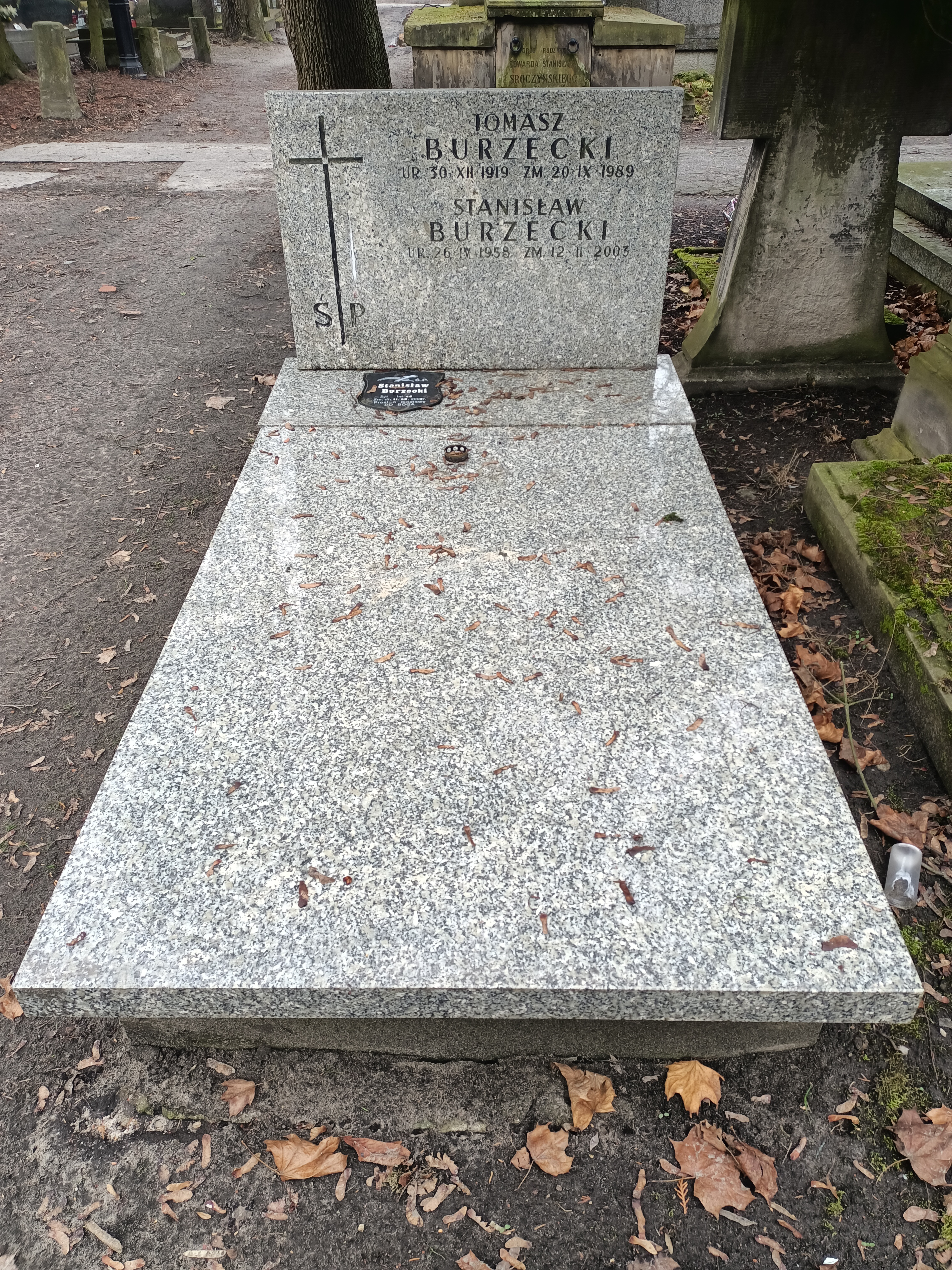
Grób Tomasza Burzeckiego na Cmentarzu Powązkowskim

Tomasz Jodełka-Burzecki (ur. 30 grudnia 1919 we wsi Burzec koło Łukowa, zm. 20 września 1989 w Wilnie) – polski poeta, eseista, krytyk literacki, edytor.
Ukończył filologię polską na Uniwersytecie Warszawskim. W 1976 r. uzyskał stopień doktora za rozprawę o twórczości Władysława Reymonta. Debiutował 1937 r. na łamach czasopisma "Echo Niepokalanowa" jako poeta. W okresie okupacji był żołnierzem Armii Krajowej. W latach 1953–1984 był redaktorem Państwowego Instytutu Wydawniczego. W 1987 otrzymał nagrodę im. Włodzimierza Pietrzaka. Pochowany na cmentarzu Powązkowskim w Warszawie (kw. 86-5-31).

## Twórczość
- Jan Kasprowicz. Zarys biografii
- Nad tekstami "Chłopów" Reymonta
- Reymont przy biurku. Z zagadnień warsztatu pisarskiego

## Opracował
- Polska poezja maryjna (antologia)
- Baśnie polskie (wybór)
- O "Krzyżakach" Henryka Sienkiewicza (wybór prac krytycznych)
- "Trylogia" Henryka Sienkiewicza (wybór studiów, szkiców i polemik)
- Henryk Sienkiewicz: Baśnie i legendy
- Edward Marzec: Młodość oporna
- Stanisław Ignacy Witkiewicz: pierwsze wydanie powieści Jedyne wyjście (1968)
- Sienkiewicz dzisiaj (wybór studiów i szkiców)
- Stanisław Pigoń: Na drogach kultury ludowej
- Władysław Stanisław Reymont: Miłość i katastrofa (wybór listów do Wandy Szczukowej)
- Melchior Wańkowicz: Anoda i katoda
- Piosenki ludowe (wybór - zebrała Julia Niemira)
- Stanisław Ignacy Witkiewicz: Listy do Bronisława Malinowskiego
- Roman Kołoniecki: Wiersze wybrane
- Kazimiera Iłłakowiczówna: Poezje wybrane
- Poezja legionowa (antologia)
- W stronę Wilna (antologia poezji)